# Tenkivka, Cervonoarmiisk
Tenkivka (în ucraineană Теньківка) este localitatea de reședință a comunei Tenkivka din raionul Cervonoarmiisk, regiunea Jîtomîr, Ucraina.

## Demografie
Componența lingvistică a localității Tenkivka
     Ucraineană (78,81%)
     Rusă (21,19%)
Conform recensământului din 2001, majoritatea populației localității Tenkivka era vorbitoare de ucraineană (78,81%), existând în minoritate și vorbitori de rusă (21,19%).